# Euploea dilina
Euploea dilina är en fjärilsart som beskrevs av Hans Fruhstorfer. Euploea dilina ingår i släktet Euploea och familjen praktfjärilar. Inga underarter finns listade i Catalogue of Life.